# 查尔斯·伍德森
查尔斯·伍德森（英語：Charles Woodson，1976年10月7日—），退役美式足球角卫，曾先後效力於國家美式足球聯盟的绿湾包装工和奥克兰突袭者。此外，伍德森還是至今唯一一位贏得海斯曼獎的防守球員。
伍德森大学时在密歇根大学狼獾队打球，1997年带领狼獾队获得全国冠军。1998年选秀中他被奥克兰突袭者队于第一轮第4顺位选中。他在奥克兰的第一个赛季便获得了美联社NFL年度防守新秀球员（NFL Defensive Rookie of the Year）称号。1999年至2001年连续三年入选明星碗与全明星队（All-Pro）。在2005年美联季后赛与新英格兰爱国者队间进行的一场极具争议性的比赛Tuck Rule Game中，伍德森曾迫使爱国者队四分卫汤姆·布雷迪掉球并造成攻防转换，但后来裁判只是判决传球未完成，导致突袭者最终输掉了这场比赛。在此之后的几个赛季中伍德森一直饱受伤病的困扰，最终于2005赛季结束后成为了自由球员。
2006年4月，绿湾包装工队以7年5200万美元签下了伍德森。在包装工队的首个赛季他担任球队的弃踢回攻手，并以8次截球的成绩位列国联首位。第二个赛季中他又因伤病原因而导致两场比赛未能出场。在包装工队效力的六个赛季中，伍德森共完成了35次截球，其中9次最后达阵成功。而在奥克兰的八个赛季中，他共有17次截球，其中两次最终完成达阵。他还曾被评为2009赛季NFL年度防守球员。